# Хидрауличне машине
Хидрауличне машине се техничке направе које трансформишу механичку енергију покретних делова машине у струјну енергију флуида или обрнуто. У хидрауличне машине се обично убрајају пумпе и мотори.
У зависности од тога да ли се енергија предаје или одузима флуиду, разликују се:
- радне хидрауличне машине - када се енергија предаје флуиду
- моторне хидрауличне машине - када се енергија одузима од флуида и претвара у механичку енергију
- комбиноване хидрауличне машине - машине које могу да претварају и хидрауличку у механичку енергију и обрнуто

Људи вековима користе хидроенергију како би добили механички рад. У Старом веку су коришћена обртна кола, која су покретали брзи водотокови, а која су служила за погон млинова. Данас се за такве послове користе хидрауличне машине, иако се у неким забаченијим деловима света и још увек користе овакве конструкције за погон млинова.

## Подела
Хидрауличне машине се према начину формирања радне запремине деле на: ротационе и линеарне.
Ротационе хидрауличне машине се деле на:
- зупчасте (са спољашњим озубљењем, са унутрашњим озубљењем и са зупчастим прстеном)
- крилне (с фиксним крилима и обичне - с помичним крилима)
- клипне (радијално и аксијално)

Линеарне хидрауличне машине се деле на:
- клипне
- мембранске

## Радне хидрауличне машине
Флуид у радним хидрауличним машинама континуално струји кроз машину, а енергија му се предају у обртном радном колу.
Радне хидрауличне машине се деле на: 
- турбомашине или лопатичне машине
- запреминске или клипне машине
- струјне машине

Према врсти флуида радне хидрауличне машине се деле на: пумпе и вентилаторе. Пумпе су намењене за течности, а вентилатори за гасове.
Према правцу струјања флуида у самој машини деле се у три групе: 
- радијалне или центрифугалне

Код радијалних машина, кретање флуида је усмерено од осе обртања ка периферији радног кола. У овим машинама предаје се већа количина енергије јединици масе флуида, али се постижу мањи протоци у односу на остале турбомашине.
- аксијалне или осне

Течност улази у радно коло и излази из њега аксијално. За аксијалне машине карактеристичан је пролаз флуида кроз радно коло у правцу који је паралелан са осом обртања. Ове машине у односу на остале турбомашине постижу веће протоке, али је предата количина енергије јединици масе флуида мања. 
- радиаксијалне или дијагоналне

Пумпе с дијагоналним током воде се називају и радиаксијалне пумпе, јер течност улази у радно коло аксијално, а испушта се у смеру који је између радијалног и аксијалног. Радиаксијалне хидрауличне машине су по конструкцији комбинација радијалних и аксијалних машина. Код ових машина флуид се креће и у правцу осе обртања и радијално у односу на тај правац.

## Примена
- Хидрауличне пумпе је саставни дио хидрауличног погона који спољашњу механичку енергију (обично преко електромотора) претвара у енергију радног хидрауличког флуида.[4] Захваљујући основном концепту, побољшавање дизајна и карактеристика кроз године искуства су резултирали да су хидрауличне пумпе доведене до високог квалитета и дају добре резултате и велику хидрауличну снагу у условима рада када је потребно. Примена хидрауличних пумпи је велика. Хидрауличне пумпе се налазе у радним погонима за обраду земљишта, код камионских и тракторских приколица, хидрауличних скела, утоваривача, односно скоро свугде где је потребна велика потисна сила и контролисани рад.[5]

- Хидраулична турбина је ротациона хидрауличне машине. Она хидрауличну енергију, насталу струјањем воде трансформише у механички рад. У данашње време хидрауличне турбине се најчешће користе за покретање генератора и добијање електричне енергије из обновљивих (хидрауличних) извора енергије.[6][7] Савремене хидрауличне турбине имају савршене конструкције и високе вредности степена корисности који достижу и 95%, па спадају групу машина са највишим степенима корисности те се могу поредити са великим електричним моторима и генераторима.

- За подизање и пренос великих терета користе се хидрауличне дизалице. У склопу хидрауличних дизалица и уређаји за дизање и транспорт, користе се хидраулични цилиндри, пумпе, резачи, прибор и колица.[8]

- У случају да дође до срчаног удара, за правилан опоравак срчаног мишића је првенствено битан период непосредно након срчаног удара. Ако се ради о блажем срчаном удару, довољно је помоћи срцу при пумпању крви, односно смањити напор који је потребан за пумпање крви. Постоје пумпе које служе да асистирају срцу при раду, односно да олакшају његов рад, као што су балон пумпе. Код тежег срчаног удара са тежим последицама при којима може доћи до тоталног отказа рада срчаног мишића, постоји могућност примене вештачког срца.

Најзначајнији пример примене пумпи у медицини је пумпа која даје решење вештачког срца AbioCor Implantable Replacement HeartB.